# Lohmannia reticulata
Lohmannia reticulata är en kvalsterart som beskrevs av Sellnick 1931. Lohmannia reticulata ingår i släktet Lohmannia och familjen Lohmanniidae. Inga underarter finns listade i Catalogue of Life.